# Emmerich Ebenführer
Emmerich Ebenführer (* 22. August 1857 in Linz; † 20. Oktober 1937 in Baden bei Wien) war ein österreichischer Lehrer und Heimatforscher.
Ebenführer war von 1876 bis 1911 Lehrer in Baden und in Gumpoldskirchen. Er hatte zuletzt in Vöslau die Stelle eines Bürgerschuldirektors inne.
Ebenführer war in seiner Freizeit als Heimatforscher tätig. Er veröffentlichte unter anderem populäre Arbeiten über die Geologie von Baden. Auch war er im Bereich der Volksbildung tätig und erstellte eine geologische Schulsammlung. Ebenführer war auch ein Fossiliensammler. Von ihm gesammelte Exemplare befinden sich heute in verschiedenen öffentlichen Sammlungen, beispielsweise dem Niederösterreichischen Landesmuseum.
Er war ordentliches Mitglied der Geologischen Gesellschaft Wien und Korrespondent der Geologischen Bundesanstalt.

## Veröffentlichungen (Auswahl)
- Stadt und Bezirk Baden in Nieder-Oesterreich für Fremde und Einheimische. Ferdinand Schütze, Baden 1881.
- Die Gesteinsarten des politischen Bezirkes Baden in Nieder-Oesterreich. H. Haase, Baden 1885.
- Baden bei Wien und das Helenenthal (= Städtebilder und Landschaften aus aller Welt. Band 59). Städtebilder-Verlag, Zürich 1889.
- Zur Revision der Lehrpläne für Naturlehre an Volksschulen (auf Grundlage des Lehrplanes für fünfcl. Volksschulen). Referat, erstattet in der Bezirks-Lehrconferenz am 4. Jänner 1897. Verlag des Lehrer-Vereines, Baden 1897.
- mit Günther Schlesinger, Friedrich Dworschak: Führer durch die Schausammlungen des Niederösterreichischen Landesmuseums Wien. 4. Auflage. Verlag des n.ö. Landesmuseums, Wien 1925.